# Fin-Garten

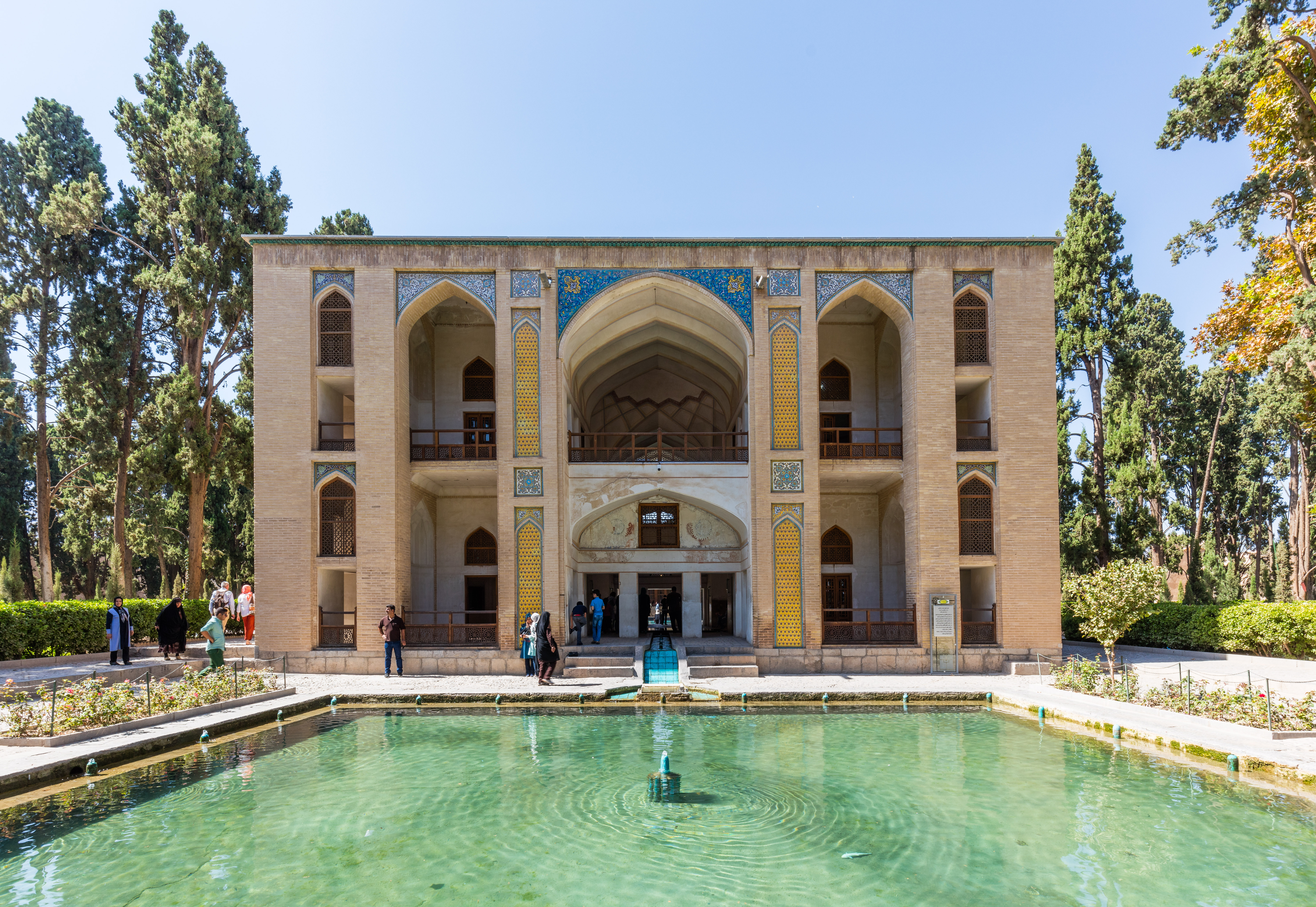
Kuschk im Bāgh-e Fin, Kaschan

Inneres des Badehauses im Bāgh-e Fin

Im Bāgh-e Fin

Der Fin-Garten (persisch باغ فين Bāgh-e Fin, DMG Bāġ-e Fīn) ist ein persischer Garten in der Nähe des Dorfes Fin, einige Kilometer südwestlich von Kaschan im Iran. Er verbindet architektonische Elemente aus der Safawiden-, Zand- und Kadscharenzeit. Mit seinen zahlreichen Fontänen, Wasserbecken, Wasserläufen und alten Bäumen zählt er zu den berühmtesten und schönsten Gärten des Iran.
Im westlichen Teil des Gartens befindet sich das Nationalmuseum von Kaschan mit archäologischen Funden unter anderem aus Tappe Sialk, Tschoga Zanbil, Hasanlu, Khorvin und Lorestan. Außerdem sind ethnographische Gegenstände, Kalligraphien (Nastaliq) von Künstlern aus der Kadscharenzeit sowie zeitgenössisches Handwerk ausgestellt.

## Geschichte
Die Ursprünge des Gartens gehen angeblich auf die Zeit vor den Safawiden zurück. Überreste eines älteren Gartens sollten demnach zugunsten der Neuanlage des Gartens zurückgelassen worden sein. Doch konnte dies bislang nicht nachgewiesen werden.
Eine Beschreibung des Bāgh-e Fīn von 1504, als der safawidische Herrscher Ismail hier empfangen wurde, ist überliefert.
In seiner heutigen Form wurde der Garten unter dem Safawidenherrscher Abbas I. (1571–1629) als traditioneller Persischer Garten erbaut, wie eine Beschreibung aus der Zeit von Abbas II. belegt. Sie ist nicht erhalten. Der Garten wurde als Vision des Paradieses verstanden.
Unter Abbas II. (1633–1666) und unter dem Kadscharenherrscher Fatḥ ʿAli Schah (1799–1834) wurde der Garten erweitert und teilweise umgebaut. Alle heute noch sichtbare Gebäude gehen auf Fatḥ ʿAli Schah zurück.
1852 wurde hier Mirza Taghi Chan, bekannt als Amir Kabir, Ministerpräsident des Kadscharenherrschers Nāser ad-Din Schah, ermordet; wie es heißt, durch einen Gesandten des Herrschers. Danach lag der Garten lange brach und wurde bis 1935 mehrmals zerstört. Der Garten wurde 1935 unter Denkmalschutz gestellt und 2007 für die Liste des UNESCO-Weltkulturerbes vorgeschlagen, zu der er 2011 hinzugefügt wurde.

## Aufbau des Gartens
Der Fin-Garten ist 2,3 Hektar groß und ist von einem Schutzwall mit vier runden Türmen umgeben. Ähnlich wie viele andere Gärten der Provinz verfügt der Fin-Garten über mehrere wasserführende Elemente. Diese werden vor allem aus der Soleymaniyeh Quelle mit Hilfe des Qanatsystems gespeist. Der Wasserdruck ist so hoch, dass eine Reihe von Wasserbecken und Springbrunnen ohne mechanische Pumpen betrieben werden können. Im Garten befinden sich zahlreiche Zypressen.